# Kamo Hovhannisyan
Pour les articles homonymes, voir Hovhannisyan.
Kamo Hovhannisyan (en arménien : Կամո Հովհաննիսյան), est un footballeur international arménien, né le 5 octobre 1992 à Erevan. Il évolue au poste de milieu de terrain au FC Ararat-Armenia.

## Biographie

### International
Le 15 août 2012, il reçoit sa première sélection en équipe d'Arménie, lors du match Arménie - Biélorussie au Stade Hanrapetakan à Erevan (1-2).

## Palmarès
Pyunik Erevan
- Champion d'Arménie en 2009, 2010 et 2015.
- Vainqueur de la Coupe d'Arménie en 2009, 2010, 2014 et 2015.
- Vainqueur de la Supercoupe d'Arménie en 2010 et 2011.

 Kaïrat Almaty
- Champion du Kazakhstan en 2020.
- Vainqueur de la Coupe du Kazakhstan en 2021.

## Statistiques détaillées

### En club
| Saison                | Club                  | Championnat           | Championnat | Championnat | Coupe(s) nationale(s) | Coupe(s) nationale(s) | Compétition(s) continentale(s) | Compétition(s) continentale(s) | Compétition(s) continentale(s) | Sélection | Sélection | Sélection | Total | Total |
| Saison                | Club                  | Division              | M.          | B.          | M.                    | B.                    | Comp.                          | M.                             | B.                             | Équipe    | M.        | B.        | M.    | B.    |
| 2009                  | Pyunik Erevan         | 1                     | 4           | 0           | 2                     | 0                     | -                              | -                              | -                              | -         | -         | -         | 6     | 0     |
| 2010                  | Pyunik Erevan         | 1                     | 16          | 0           | 4                     | 0                     | -                              | -                              | -                              | -         | -         | -         | 20    | 0     |
| 2011                  | Pyunik Erevan         | 1                     | 25          | 0           | 1                     | 0                     | C1                             | 2                              | 0                              | -         | -         | -         | 28    | 0     |
| 2012-2013             | Pyunik Erevan         | 1                     | 22          | 8           | 2                     | 0                     | C3                             | 2                              | 0                              | Arménie   | 4         | 0         | 30    | 8     |
| Total sur la carrière | Total sur la carrière | Total sur la carrière | 125         | 4           | 19                    | 0                     | -                              | 10                             | 0                              | 0         | 8         | 0         | 162   | 4     |